# Igor Primorac
Igor Primorac (Igor Primoratz), (Moskva, 6. listopada 1945.) hrvatski filozof. Predavao je na Hebrejskom sveučilištu u Jeruzalemu. Većinu radova objavljuje na engleskom jeziku. Pripada tradiciji analitičke filozofije. Bavi se filozofijom seksualnosti, pitanjima kazne, domoljublja i terorizma te etikom rata.

## Životopis
Rođen u Moskvi. Diplomirao je filozofiju 1970. godine na Filozofskom fakultetu u Beogradu, i na njemu predavao više od 10 godina. Nakon toga prelazi na Hebrejsko sveučilište u Jeruzalemu, također kao profesor filozofije. Predavao je i na Sveučilištu u Melbourneu te na Filozofskom fakultetu u Zagrebu, kao gostujući profesor na postdiplomskom doktorskom studiju Odsjeka za filozofiju. Kao predavač je gostovao na više europskih i američkih sveučilišta. 
Osnovao je izraelsku podružnicu udruge Almae Matris Croaticae Alumni, koja okuplja bivše studente i prijatelje hrvatskog sveučilišta. U Jeruzalemu se suprotstavlja tezama o "pronacističkim" Hrvatima što su 1990-ih dolazile iz krugova Društva srpsko-jevrejskoga prijateljstva. Zajedno s dr. Amielom Shomronyem, koji je za Drugog svjetskog rata bio osobni tajnik zagrebačkog nadrabina Miroslava Šaloma Freibergera, podnio je 10. ožujka 1994. prijedlog Yad Vashemu da kardinala Alojzija Stepinca proglasi Pravednikom među narodima. Komisija za imenovanje je 1996. odbila prijedlog, ali je priznala Stepinčeve zasluge u spašavanju stanovnika staračkog doma i pokrštenih Židova.

## Filozofija
Po političkoj filozofiji je liberal. Osobito se bavi filozofijom seksualnosti (knjiga Ethics and Sex, veći broj članaka, te zbornici Human Sexuality i Suvremena filozofija seksualnosti). Suvremena filozofija seksualnosti (2003.) je opsežan zbornik filozofskih radova iz te oblasti, koji u prvom dijelu tematizira četiri dominantna zapadnjačka shvaćanja seksa i seksualnosti: 
1. kao sredstva za prokreaciju tj. rađanje djece,
2. kao važnog dijela ljubavi,
3. kao osebujnog govora tijela i
4. kao izvora užitka.

Tekstovi u ovom dijelu zbornika tematiziraju i seksualnu perverziju. U drugom dijelu, knjiga donosi različita filozofska razmatranja pojedinih pitanja seksualne etike - prostitucije, homoseksualnosti, preljuba, silovanja, incesta i drugih.

## Djela
- Prestup i kazna (1978.)
- Banquov duh (Banquos Geist, 1986.)
- Kazna, pravda i opće dobro (Justifying Legal Punishment, 1989.)
- Etika i seksualnost (Ethics and Sex, 1999.), Routledge, London
- Filozofija na djelu: Rasprave i ogledi iz praktičke filozofije (2001.)
- Etika na djelu, 2006.
- (urednik) Human Sexuality, 1997.
- (urednik) Suvremena filozofija seksualnosti, 2003., KruZak, Zagreb

## Vanjske poveznice
- Razgovor za Slobodnu Dalmaciju, 1999.
- Izrael i ratovi u bivšoj Jugoslaviji, na engleskom  Arhivirana inačica izvorne stranice od 20. ožujka 2011. (Wayback Machine)
- Igor Primorac: Suvremeni terorizam kao filozofska tema